# George Jackson (calciatore)
George Jackson (Manchester, 10 febbraio 1952) è un calciatore inglese, di ruolo difensore.

## Carriera
Jackson dopo essere arrivato nel 1970 nel settore giovanile dello Stoke City esordisce in prima squadra (e quindi tra i professionisti) con le Potteries nel corso della stagione 1971-1972, nella quale oltre a partecipare alla vittoria della Coppa di Lega gioca 8 partite nella prima divisione inglese, 3 partite nella Coppa Anglo-Italiana ed una partita nella Texaco Cup. A causa di un gravissimo infortunio subito al termine della stagione è costretto a ritirarsi dalla carriera agonistica all'età di soli 20 anni; in seguito lavora per alcuni anni come allenatore delle giovanili sempre allo Stoke City.

## Palmarès

### Club

#### Competizioni nazionali
- Coppa di Lega inglese: 1

Stoke City: 1971-1972